# Андреев, Андрей Николаевич
Андре́й Никола́евич Андре́ев (1803 или 1804, Санкт-Петербургская губерния — 28 сентября [10 октября] 1831, Верхоленск, Иркутская губерния) — подпоручик лейб-гвардии Измайловского полка. Декабрист. Член Северного общества (1825).

## Происхождение и семья
Из дворян Санкт-Петербургской губернии. Отец — коллежский советник Николай Андреев (ум. до 1826); мать — Марья Васильевна Андреева, помещики Новгородской губернии (с. Кривино Новгородского уезда), за ними, по одним сведениям, 224 души, по другим — 400, а кроме того суконная фабрика, «которая действия не имеет».
Братья Андреева А. Н. (в 1826 году): Василий, коллежский советник в Симбирской казенной палате; Александр, поручик лейб-гвардии Московского полка; Дмитрий, поручик лейб-гвардии Измайловского полка; Иван, коллежский регистратор.

## Биография
Учился в Петербургской губернской гимназии.
В службу Андреев вступил в лейб-гвардии Измайловский полк подпрапорщиком — 27.6.1820, затем произведен в портупей-прапорщики — 29.5.1822, далее в прапорщики — 19.2.1823, и в подпоручики — 12.12.1824. Был принят в Северное общество за неделю до восстания, участвовал в совещаниях на квартире Рылеева.
Волнения 14 декабря затронули не только три полка, вышедших на Сенатскую площадь. Присяга Николаю Павловичу и в других гвардейских частях сопровождалась неприятными происшествиями, хотя они и ушли в тень случившегося восстания. В первую очередь это касается лейб-гвардии Измайловского полка и гвардейской конной артиллерии. Волнение в Измайловском полку было тем более показательно, что шефом его являлся сам великий князь Николай Павлович. Однако особой преданности ему полк 14 декабря не выказал. Подпоручики князь А. П. Вадбольский и М. П. Малютин вместе с Н. П. Кожевниковым, А. А. Фоком, А. Н. Андреевым советовали солдатам не присягать и брать боевые патроны (в деле хранится показание Н. П. Кожевникова о разговоре у него А. А. Фока и А. Н. Андреева 13 декабря, во время которого присутствовали зашедшие случайно к Кожевникову Креницыны).
Накануне восстания Андреев высказался, что войска «готовы были отринуть вторичную присягу».
Три подпоручика лейб-гвардии Измайловского полка («коренного» в гвардии) — Кожевников, Андреев и Малютин (последний — племянник Рылеева) — говорили, что «солдаты полка их совершенно готовы отринуть вторичную присягу».
Андреев и другие офицеры говорили, что «готовы погибнуть, защищая право великого князя Константина Павловича, и подтверждали, что их полки отказались от присяги и пойдут на площадь к Сенату». Тем не менее утром 14 декабря Андрееву вновь пришлось уговаривать солдат не присягать Николаю I.
Измайловскому полку в восстании отводилась главная роль — в день мятежа Измайловский полк (и Гвардейский Экипаж) должен был возглавить офицер Нижегородского драгунского полка (бывший лейб-улан) Александр Иванович Якубович, с которыми он должен был захватить Зимний дворец, пленить царскую семью и убить императора. Однако 14 декабря Якубович своей задачи не выполнил, хотя и имел для этого возможность…
Но чуть ранее стало известно, что Якубович поехал к А. Бестужеву и в присутствии Каховского отказался от выполнения ранее взятого на себя задания. Последняя попытка члена тайного общества капитана И. И. Богдановича возмутить солдат полка тоже сорвалась. И главная надежда декабристов — Измайловский полк, между 9 и 10 часами был приведен к присяге, после чего полк перешёл на сторону верных царю войск.
Андреев был арестован 15.12.1825 года в Петербурге, и с 16.12.1825 находился на гауптвахте Военного госпиталя.
23 декабря 1825 года начала работу Следственная комиссия, и в тот же день на одном из первых допросов двадцатидвухлетний подпоручик А. Н. Андреев показал: «Надежда общества была основана на пособии Совета и Сената, и мне называли членов первого — господ Мордвинова и Сперанского, готовых воспользоваться случаем, буде мы оный изыщем. Господин же Рылеев уверял меня, что сии государственные члены извещены о нашем обществе и намерении и оное одобряют». Позднее Рылеев на очной ставке добился изменений показаний Андреева, которые приняли затем следующий вид: «За несколько дней до 14 декабря сообщил мне товарищ мой лейб-гвардии Измайловского полка поручик [на самом деле — подпоручик Н. П.] Кожевников о тайном обществе, которого цель, говорил он, стремиться к пользе отечества. /…/ оно подкрепляется членами Госсовета, Сената и многими военными генералами. Из членов сих названы были только трое: Мордвинов, Сперанский и граф Воронцов, на которых более надеялись, о прочих он не упомянул. Завлеченный его словами и названием сих членов, я думал, что люди сии, известные всем своим патриотизмом, опытностью, отличными чувствами, нравственностью и дарованиями, не могут стремиться ни к чему гибельному, и дал слово ему участвовать в сем предприятии».
5 января 1826 года Андреев был помещен в отдельный арестантский покой Кронверкской куртины Петропавловской крепости.
…Со стесненным сердцем въехал я в ворота крепости; меня приветствовали колокольные звуки крепостных часов, старинных курантов, звонивших протяжно каждый час мелодию «God save the king!». В комендантском доме застал я четырёх офицеров: л.-гв. Измайловского полка Андреева, князя Вадбольского, Миллера и Малютина. Чрез полчаса вошел комендант на деревянной ноге, генерал-адъютант Сукин, прочел пакеты, поданные фельдъегерем, и объявил нам, что по высочайшему повелению приказано держать нас под арестом…
Декабрист Н. В. Басаргин говорит о нём в своих воспоминаниях: «Тут соседям моими были известный Бестужев-Рюмин, осужденный потом на смерть, и гвардейский офицер Андреев. Мы не замедлили познакомиться и, как только запирали наши казематы, и кончался вечерний обход офицеров, то начинали беседовать между собой и разговаривали часто за полночь…»
…Перед самою зарею нам велено было приготовляться, а с первым лучом света вывели всех из казематов, собрали на крепостной площади около церкви и, окружив караулом, повели вон из крепости. Мы догадались, что исполнялась сентенция. Пришедши на какой-то луг позади Кронверкской куртины, где под ружьем стояло войско, толпился кое-где народ и где в отдалении разъезжали верхом несколько генералов, около каких-то столбов с перекладинами (то были виселицы, о назначении которых никто из нас не догадывался) отделили тех, которые служили по гвардии, и повели для исполнения приговора к полкам, в которых они числились. Все прочие, между коими находились армейские и артиллерийские офицеры, гражданские чиновники и отставные, остались на месте, и сентенцию над ними приводил в исполнение санкт-петербургский обер-полицмейстер. В моем отделе были Финляндского полка полковник Митьков, гвардии капитан Пущин, штабс-капитаны: Назимов, Репин; поручики: Розен, Цебриков, Андреев, Лаппа и я. Нас подвели к гвардейской егерской бригаде, которою командовал генерал Головин).

По прочтении опять каждому из нас его приговора ломали над головою шпагу, снимали мундир и тут же сжигали, потом надевали лазаретный халат и по окончании всей этой церемонии повели обратно в крепость…
Осужден был Андреев по VIII разряду и по конфирмации 10.7.1826 года приговорен к лишению чинов, дворянства и к ссылке на вечное поселение, но 22.8.1826 года срок сокращен до 20 лет.
25.7.1826 года Андреев был отправлен в Жиганск Якутской области (приметы: рост 2 аршина 6 1/2 вершка, «волосы на голове темнорусые, бороду и усы бреет, глаза большие, черные, лицо продолговатое, смуглое, брови черные, нос прямой средней величины»).
Позднее Андреев обращен на поселение в Олекминск Якутской области, где занимался хлебопашеством.
Вскоре после своего приезда в Олекминск, А. Н. Андреев вместе с Н. А. Чижовым создали небольшой кружок, в который вошли лица, стремившиеся к культуре: доктор Орлеанский, купцы Подъяков и Дудников, исправник Федоров и др. Они устраивали чтение книг и журналов, общественные гуляния, выписку прогрессивных журналов. Желая принести пользу населению Олекминска, А. Н. Андреев совместно с Н. А. Чижовым, на собственные средства построили первую в городе мельницу.
Известен факт, что Андреев, сосланный в Олекминск, помогал норвежскому астроному лейтенанту Дуэ исследовать слюду на берегах Олекмы.
Весной 1829 года по Восточной Сибири путешествовали лейтенант норвежского флота астроном Дуэ и немецкий физик Эрман. Они входили в состав снаряжённой норвежским правительством научной кругосветной экспедиции, которая поручила лейтенанту Дуэ отправиться по Лене к северу для определения точного пункта магнитного полюса, а сама отправилась до Охотска, откуда через Тихий и Атлантический океаны вернулась на родину.

Лейтенант Дуэ посетил Вилюйск, Якутск и другие места ссылки декабристов. В Витиме он встретился с Назимовым, Заикиным и Загорецким. «Судя по письму Дуэ из Якутска в мае месяце, — писал в своих воспоминаниях М. И. Муравьёв-Апостол, — я убедился в живом и дружеском участии, какое он принимал в моей судьбе, равно и всех моих товарищей, поселённых вдоль по Лене, с которыми он успел сблизиться. Бестужев, Андреев, Веденяпин, Чижов, Назимов, Загорецкий, Заикин — все его полюбили, а последний, бывший хорошим математиком, по просьбе его взялся проверить сделанные им астрономические исчисления».
2 декабря 1828 года Александр Сергеевич Грибоедов, которой в конце января 1826 года тоже был арестован по делу декабристов, но из-за отсутствия доказательств освобожден, писал из Тавриза Сахно-Устимовичу: «Еще просьба о разжалованном Андрееве. Любезный друг, я знаю, кого прошу. Заступите мое место при Графе, будьте в помощь этому несчастливцу. При сем и записка об нем. Сестра заливается слезами, говоря о его несчастных родителях».
Частые неурожаи, отсутствие помощи от родных вынудили Андреева в 1831 году обратиться с ходатайством о разрешении поступить в услужение к частным лицам для снискания себе пропитания, в чём ему было отказано.
По высочайшему повелению 6.5.1831 предложено генерал-губернатору Восточной Сибири перевести Андреева в другое место с более умеренными ценами. Выбор Лавинского остановился на Верхнеудинске; по дороге туда Андреев утром 27.9.1831 года прибыл в с. Верхоленское Иркутского округа и остановился для отдыха у поселенного там декабриста Н. П. Репина, с которым вместе и сгорел при случившемся в доме пожаре в ночь на 28.9.1831 (могила не сохранилась).
Осенью того же года дошла до нас весть, что Репин сгорел вместе с товарищем Андреевым, который поступил из Петропавловской крепости прямо на поселение в Киренск, Иркутской губернии, и был переведен оттуда в Верхнеудинск; на пути в новое место жительства остановился ночевать на берегу Лены, в Верхоленске, где был поселен Репин, в 200 верстах от Иркутска…
…С Андреевым виделся я только в доме коменданта Сукина, когда нас посадили в крепость, и еще на гласисе в день исполнения приговора; он служил в лейб-гвардии Измайловском полку.

Я слышал от близко знавших его, что он был очень умный, добрый и образованный молодой человек. Сибиряк позже рассказывал мне, будто бы они погибли от руки убийц, которые знали, что у них были деньги, ограбили, убили и подожгли дом. Наверно знаю, что так убиты были в Енисейске наши товарищи Лисовский и Абрамов 2-й.

### Воспоминания декабристов
- «Записки Н. В. Басаргина» («Девятнадцатый век», 1-я часть);
- «Записки декабриста» (барона Розена, Лпц., 1870);